# ليندا كيلسي (ممثلة)
ليندا كيلسي (بالإنجليزية: Linda Kelsey)‏ هي ممثلة أمريكية، ولدت في 28 يوليو 1946 في منيابولس في الولايات المتحدة.

## وصلات خارجية
- ليندا كيلسي على موقع IMDb (الإنجليزية)
- ليندا كيلسي على موقع أول موفي (الإنجليزية)
- ليندا كيلسي على موقع إن إن دي بي (الإنجليزية)
- ليندا كيلسي على موقع قاعدة بيانات الفيلم (الإنجليزية)